# Alfred Frank Millidge
Alfred Frank Millidge est un arachnologiste britannique, né en 1914 et mort le 16 avril 2012. Il travaillait à l'American Museum of Natural History.
Il fut un spécialiste des araignées américaines. Il meurt en 2012 à l'âge de 98 ans.

## Taxons nommés en son honneur
- Wabasso millidgei Eskov 1988
- Scotinotylus millidgei Eskov, 1989
- Mecopisthes millidgei Wunderlich, 1995
- Afroneta millidgei Merrett & Russell-Smith, 1996
- Afraflacilla millidgei Zabka & Gray, 2002
- Misgolas millidgei Wishart & Rowell, 2008

## Quelques taxons décrits
- Adelonetria dubiosa
- Ambengana complexipalpis
- Annapolis
- Anodoration
- Bactrogyna prominens
- Blestia sarcocuon
- Caenonetria perdita
- Catacercus fuegianus
- Catonetria caeca
- Cautinella minuta
- Chiangmaia
- Chthiononetes tenuis
- Cryptolinyphia sola
- Ctenophysis chilensis
- Cyphonetria thaia
- Dendronetria
- Diechomma
- Diploplecta
- Diplothyron fuscus
- Disembolus amoenus
- Disembolus anguineus
- Disembolus beta
- Disembolus concinnus
- Disembolus convolutus
- Disembolus galeatus
- Disembolus hyalinus
- Disembolus implexus
- Disembolus implicatus
- Disembolus lacteus
- Disembolus lacunatus
- Disembolus procerus
- Disembolus sinuosus
- Disembolus solanus
- Disembolus torquatus
- Disembolus vicinus
- Dolabritor
- Dubiaranea insulana
- Dumoga
- Dunedinia
- Epiwubana jucunda